# Srní

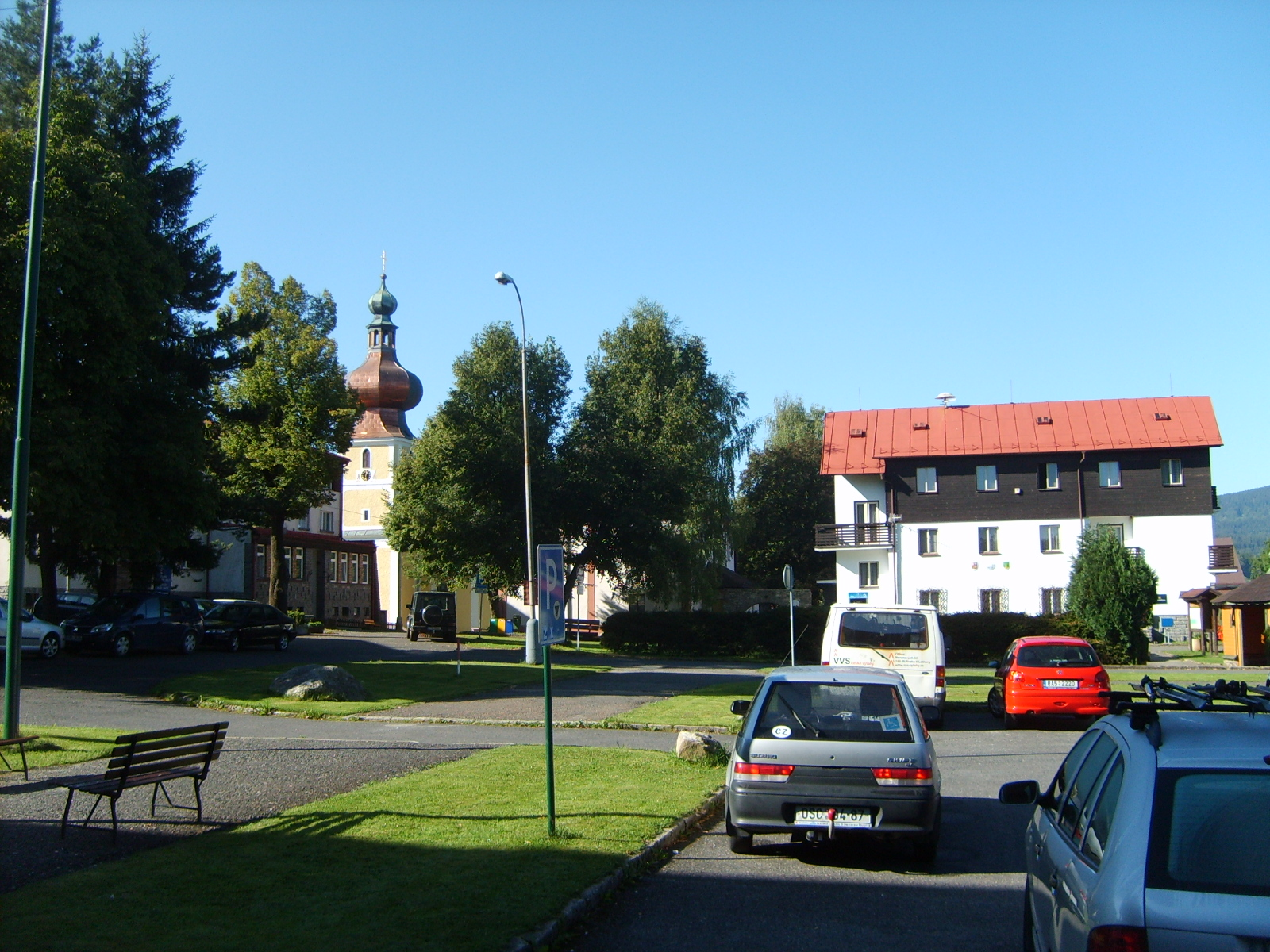
Ortszentrum von Srní

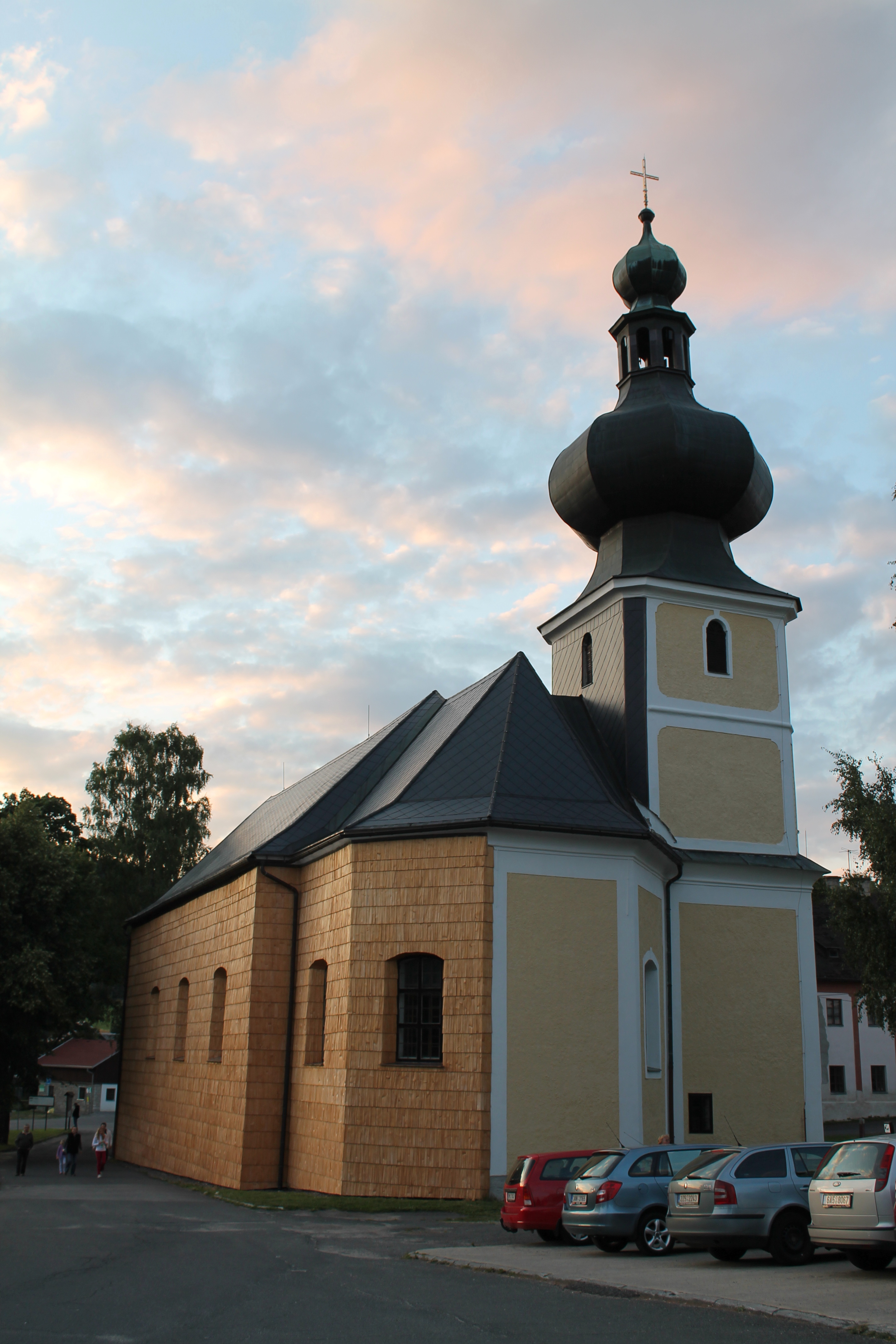
Kirche der hl. Dreifaltigkeit in Srní

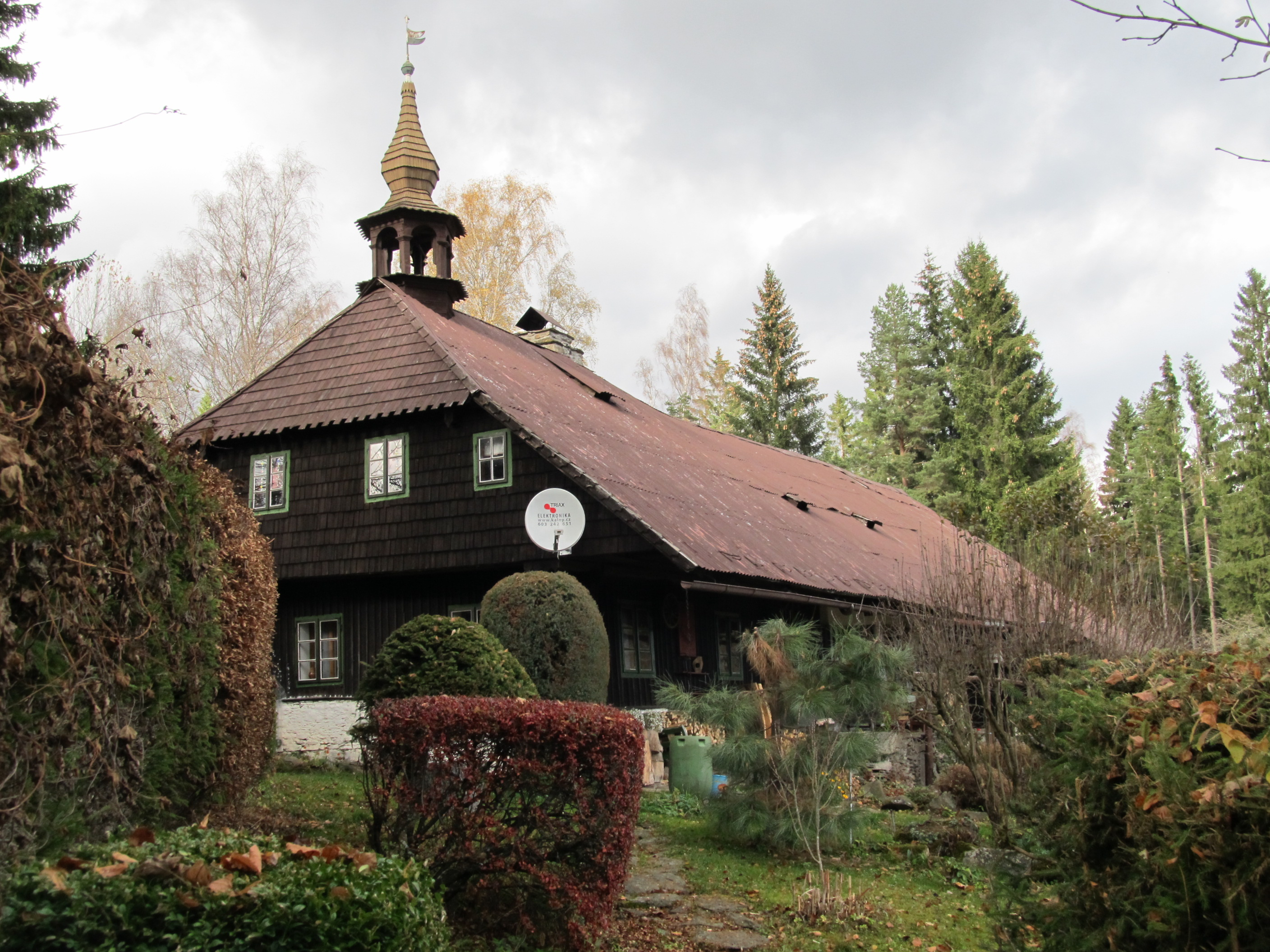
Haus Nr. 9 in Srní

Srní (deutsch Rehberg) ist eine Gemeinde in Tschechien. Sie liegt 16 Kilometer südlich von Sušice bzw. 10 km von der Grenze zu Deutschland und gehört zum Okres Klatovy.

## Geographie
Srní befindet sich am östlichen Fuße des Spálený (Brennter Berg, 1013 m) an einem Sattel über dem Tal der Vydra im Böhmerwald. Nördlich erhebt sich der Sedelský vrch (Sattelberg, 926 m), an dessen Fuße ein aus dem Chinitz-Tettauer Schwemmkanal gespeistes Wasserbecken liegt. Im Südosten befindet sich der Sokol (Antigelberg, 1253 m), im Südwesten der Kostelní vrch (Kruheberg, 1014 m), Oblík (Steiningberg, 1225 m) und Poledník (Mittagsberg, 1315 m).
Nachbarorte sind Sedlo im Norden, Čeňkova Pila, Jelenov und Svojše im Nordosten, Buchingrův Dvůr im Osten, Prostřední Hrádky und Horní Hrádky im Südosten, Dolní Hrádky und Staré Srní im Süden sowie Mechov und Dolní Zelená Hora im Südwesten.

## Geschichte
Das zum Künischen Gebirge gehörende Gebiet westlich des Flusses Vydra an der Grenze zum Gefilde wurde zum Ende des 16. Jahrhunderts durch Kolonisten aus der Pfalz und Bayern besiedelt. Zunächst entstanden Siedlungen an der Křemelná. Das dort gelegene Dorf Stadln wurde zum Sitz eines der acht Künischen Freigerichte. Älterer Literatur zufolge bestand im Tal der Vydra am Handelsweg von Rejštejn ins Gefilde seit 1523 eine Glashütte, die Antiglhütte.
1710 begann mit der Gründung von Brenntenberg, dem späteren Sattelberg, die Besiedlung der Wälder rechts der Křemelná. 1725 kaufte Karl Richard Ritter von Schmidel die Gerichte Stachy und Stadln von den Herren von Kolowrat. Schmidel, der in dieser Zeit in ganz Böhmen Besitztümer mit geborgtem Geld erworben hatte, war ein Jahr später pleite. Er verkaufte 1726 Parzellen an der Křemelná an Siedler, die den Ort Großhaid (Velký Bor) gründeten. 1727 erwarben neun Siedler eine 200 ha große Waldfläche südlich von Sattelberg und errichteten eine Holzfällersiedlung, die wegen des reichlich vorkommenden Rotwildes den Namen Rehberg erhielt. Auf diese Art entstanden ebenfalls die Dörfer Waid (Paště) und Hohenstegen (Vysoké Lávky). 1731 erwarb Eleonora von Mansfeld die Herrschaften Stachy und Stadln bei Versteigerung des Schmidelschen Besitzes für lediglich 19.500 Gulden. Sie ließ zahlreiche weitere Siedlungen anlegen. Dadurch wuchsen die Aufgaben des Gerichtes in Stadln stark an. Der alte und kranke Richter Willibald Hofmann war dieser Aufgabe nicht mehr gewachsen und nachdem sich Beschwerden über seine Amtsführung häuften, bat er den Sohn der Gräfin, Heinrich Paul von Mansfeld, der inzwischen die Herrschaft angetreten hatte, um die Einsetzung eines anderen Richters für die neuen Siedlungen. Erster Richter des neuen Gerichtes Stadlerner Anteil wurde Adam Joachimsthaler. Daraus entwickelte sich die Bezeichnung Stodůlský Podíl – I díl (Stadlerner Anteil – 1. Teil). Heinrich Paul von Mansfeld verkaufte Stachy und Stadln 1749 an den Glashüttenmeister Laurenz Gattermayer. 1763 erwarb Joseph Graf Kinsky den Gattermayerschen Besitz. Sein Erbe Philipp Kinsky von Wchinitz und Tettau gründete die Ansiedlungen Chinitz und Tettau.
1788 entstand mit Einwilligung Kaiser Josephs II. eine hölzerne Kapelle. Joseph II. zu Schwarzenberg kaufte 1798 das Gericht Stadln zusammen mit der Herrschaft Stubenberg. Er ließ zwischen 1798 und 1800 für die Holzflößerei den 16 km langen Kaltenbrunner Schwemmkanal anlegen, der später als Chinitz-Tettauer Schwemmkanal bezeichnet wurde.
1804 begann an Stelle der Kapelle der Bau der heutigen Kirche, die 1807 durch Bischof Johann Prokop von Schaffgotsch geweiht wurde. Die wirtschaftliche Notlage in der Gegend führte zu Beginn des 19. Jahrhunderts zu größeren Auswanderungen in die Bukowina, nach Galizien, ins Banat sowie nach Nord- und Südamerika. 1818 entstand in Rehberg eine meteorologische Station, die bis 1845 betrieben wurde. Nach der Ablösung der Patrimonialherrschaften entstand 1848 die Gemeinde Stadlerner Anteil, 1. Teil (Stodůlský Podíl – I díl), kurz Stadlern. Im Jahre 1864 umfasste diese die Siedlungen Sattelberg, Rehberg, Thalhäuser, Unter-, Mittel- und Oberschlösselwald, Antigelhof, Maderhäuser, Kaltenbrunn, Pfilzer, Grünberg, Großhaid, Mühlspreng, Seeberg, Sonnberg, Gruberg, Formberg und Böhmischhütte am Hurkenberg mit insgesamt 200 Gehöften, fünf Mühlen, einem Hammer und Brettsäge, die zusammen etwa 1600 Bewohner hatten. 1868 wurde die Gegend von einem starken Windbruch betroffen. Im Oktober 1870 waren die Sturmschäden in den Wäldern noch größer, sodass eine Borkenkäferplage ausbrach. 1870 wurde in Rehberg ein Postamt eingerichtet. 1910 hatte die Gemeinde 1734 Einwohner.
Am 20. März 1934 wurde der Name der Gemeinde Stadler/Stodůlský Podíl – I díl in Rehberg/Reberky umbenannt. 1937 entstand das Staubecken am Sattelberg und der Bau des Wasserkraftwerkes Vinzenzsäge begann. Nach dem Münchner Abkommen wurde das Dorf dem Deutschen Reich zugeschlagen und gehörte zwischen 1939 und 1945 zum Landkreis Bergreichenstein. 1946 wurden die deutschsprachigen Bewohner von Rehberg vertrieben. Ihr Vermögen durch das Beneš-Dekret Nr. 108 konfisziert und die katholische Ortskirche in der Tschechoslowakei enteignet. Der Ort erhielt den Namen Srní und die gebirgige Gegend konnte nur in geringem Umfang wieder besiedelt werden.
1948 erfolgte in den Wäldern entlang der Grenze zu Bayern der Bau von Drahtverhauen, um die nach der Machtergreifung der Kommunisten zunehmende Fluchtbewegung über die grüne Grenze zu unterbinden. Die Armee erklärte die schwach besiedelte Gegend westlich von Srní zum militärischen Sperrgebiet und errichtete den Truppenübungsplatz Dobrá Voda. Dabei wurden Teile der Gemeinde Srní in das Militärgelände eingegliedert und die Siedlungen zerstört. Die benachbarten Gemeinden Stodůlky (Stadln) und Velký Bor (Großhaid) wurden gänzlich vernichtet und auf dem Gelände des Dorfes Stodůlky ein Panzerschießplatz angelegt.
Nach der Auflösung des Truppenübungsplatzes Dobrá Voda im Jahr 1991 entstand zum 1. Januar 1992 die Gemeinde Prášily neu.
Im Oktober 2014 konnte in Srní die Kommunalwahl nicht durchgeführt werden, da sich niemand zur Kandidatur für die Gemeindevertretung bereit erklärt hatte, nachdem die bisherige Bürgermeisterin nach zwei Wahlperioden aus Altersgründen für eine weitere Amtszeit nicht mehr bereitstand. Bis zur angeordneten Neuwahl wurde ein Amtsverweser bestellt.

## Gemeindegliederung
Die Gemeinde Srní besteht aus den Ortsteilen Srní (Rehberg) und Vchynice-Tetov I (Chinitz-Tettau 1). Grundsiedlungseinheiten sind Horky u Srní (Seckerberg), Rokyta, Srní, Srní II, Staré Srní-Mechov und Údolí (Thalhäuser). Zu Srní gehören außerdem die Ansiedlungen Antýgl (Antigelhof), Dolní Hrádky (Unterschlösselwald),  Horní Hrádky (Oberschlösselwald), Mechov (Mosau), Prostřední Hrádky (Mittelschlösselwald), Schätzův Les (Schätzenwald), Schwartzův statek (Pfälzerhof), Sedlo (Sattelberg), Staré Srní (Altrehberg), Vydra und Zelenohorský Dvorec (Grünbergerhof).
Das Gemeindegebiet gliedert sich in die Katastralbezirke Horky u Srní, Srní I, Srní II und Vchynice-Tetov I. Auf dem Gemeindegebiet liegen die Wüstungen Brennten, Dolní Zelená Hora (Unter Grünberg), Hálkova chata (Pauknerhütte), Kaltenbrunn, Schätzova Mýť (Schätzenreith) und Vchynice (Chinitz).

## Sehenswürdigkeiten
- Kirche der Hl. Dreifaltigkeit, erbaut 1804–1805 anstelle einer hölzernen Kapelle mit einer Orgel von Matěj Josef Wunsch[8]
- Wasserkraftwerk Čeňkova Pila
- Wasserkraftwerk Vydra
- 72 m lange Rechelbrücke an der Vydra
- Chinitz-Tettauer Schwemmkanal
- Grundmauern der Hauswaldkapelle am Kostelní vrch, die 1820 an einer als Lourdes des Böhmerwaldes bezeichneten wundertätigen Quelle errichtete Wallfahrtskapelle lag ab 1948 auf dem Truppenübungsplatz Dobrá Voda und wurde am 14. September 1957 von der tschechoslowakischen Armee gesprengt
- Tříjezerní slať (Dreiseenfilz), Moorgebiet mit drei Seen, südwestlich von Rokyta

## Persönlichkeiten
Der Schriftsteller Karel Klostermann beschrieb Rehberg in mehreren seiner Erzählungen, wie V ráji pošumavském, Kam spějí děti. Sein Vater Dr. Josef Klostermann entstammte der in Unter- und Oberschlösselwald verbreiteten Familie Klostermann und sein Großvater Josef Klostermann bewirtschaftete den Wurmbauerhof bei Schlösselwald, einen der größten Höfe der Gegend.

### Söhne und Töchter der Gemeinde
- Franz Tausch-Treml (1901–1986), deutscher Politiker